# Gestüt Mezőhegyes

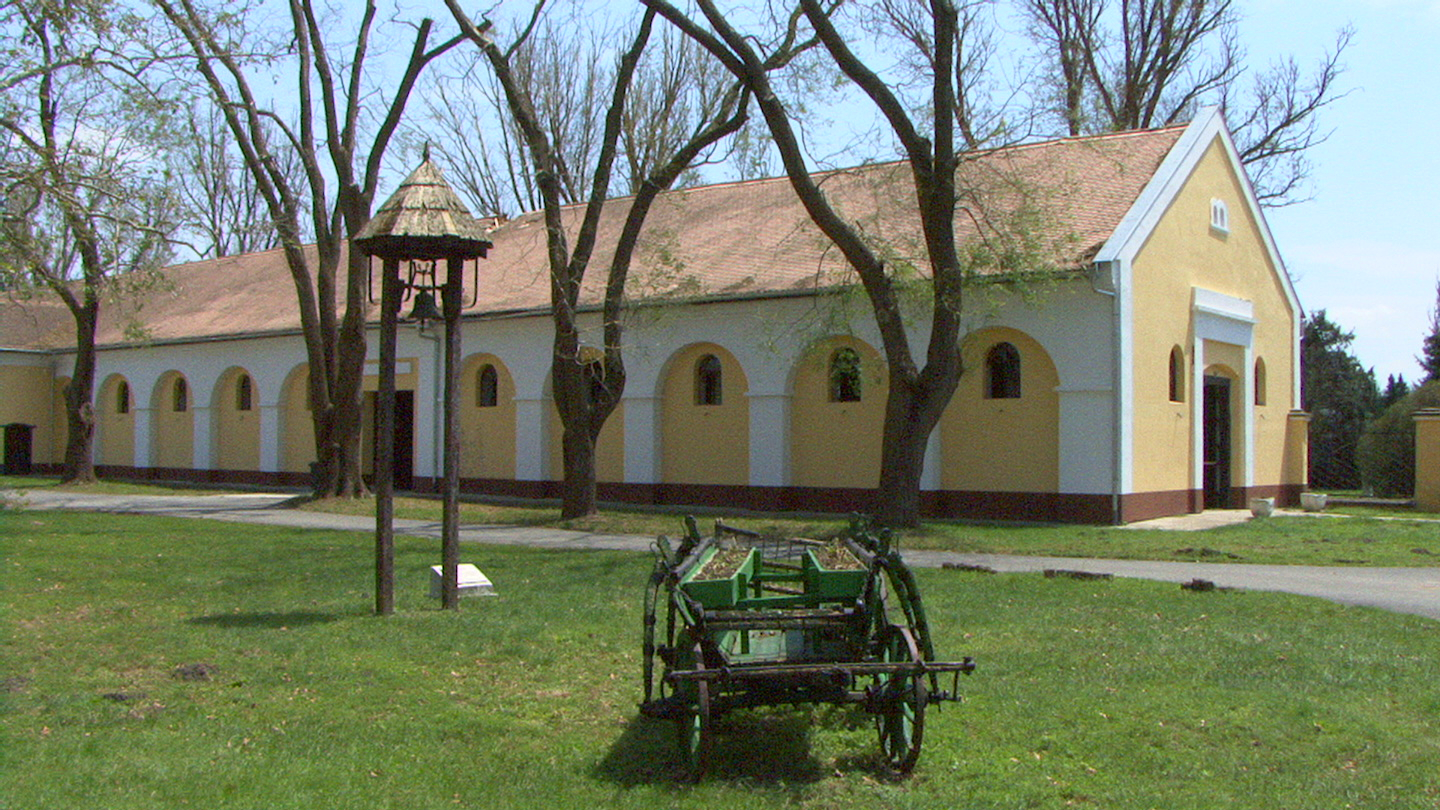
Gestüt Mezőhegyes

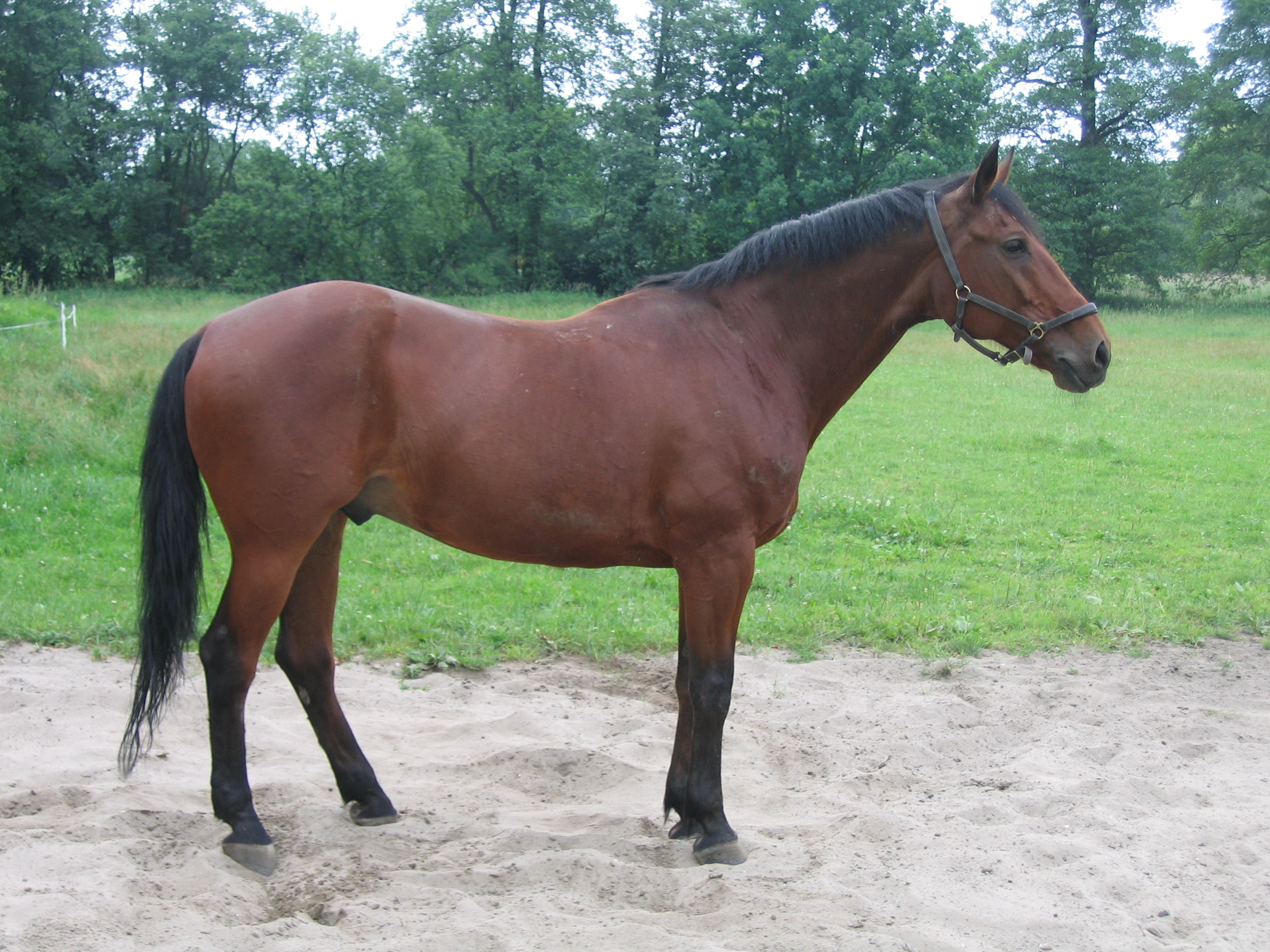
Furioso-North Star

Das Gestüt Mezőhegyes (ungarisch Nemzeti Ménesbirtok és Tangazdaság Zrt.) ist ein Gestüt in der Stadt Mezőhegyes, im Kreis Mezőkovácsháza, Komitat Békés, in Südost-Ungarn an der Grenze zu Rumänien.
Aufgrund von Pferdemangel unter Maria Theresia gründete Kaiser Josef II. auf Anraten von Rittmeister József von Csekonics das Österreich-Ungarische Staatsgestüt Mezőhegyes auf einer Fläche von 19.000 Hektar. 1785 wurde das Gestüt eröffnet. Die bedeutenden Beschäler Nonius Senior und Gidran begründeten die ungarischen Rassen Nonius und Gidran.
Die Vollblüter Furioso (1841) und North Star (1852) wurden Stammväter der Rasse Furioso-North Star.
Die ungarische Revolution von 1848 beeinträchtigte auch Mezőhegyes. Danach wurde die Zucht neu geordnet. 1869 wurde Mezőhegyes, wie alle ungarischen Gestüte, an Ungarn übergeben und der Bestand bereinigt. Weiter gezüchtet wurden die Gestütsrassen Gidran, Halbblut und Nonius.
Die Furioso- und Gidranstämme wurden auch im Gestüt Radautz erfolgreich gezüchtet.
Heute werden im Gestüt Mezőhegyes Sportpferde und Nonius gezüchtet.

## Abbildungen

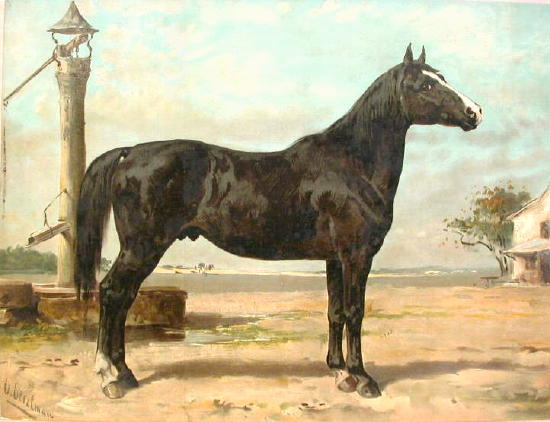
Nonius, 1898, Otto Eerelman
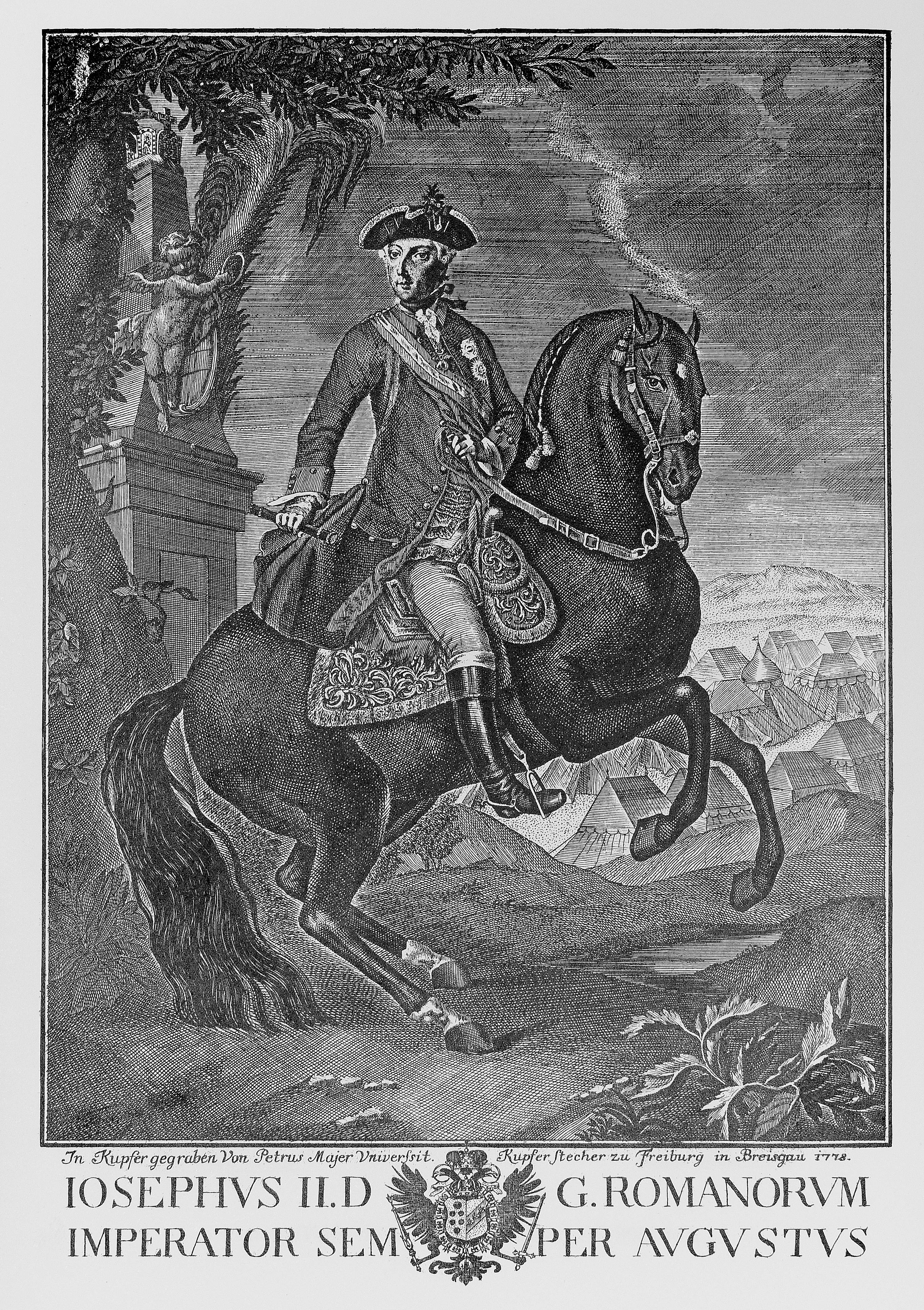
Joseph II.
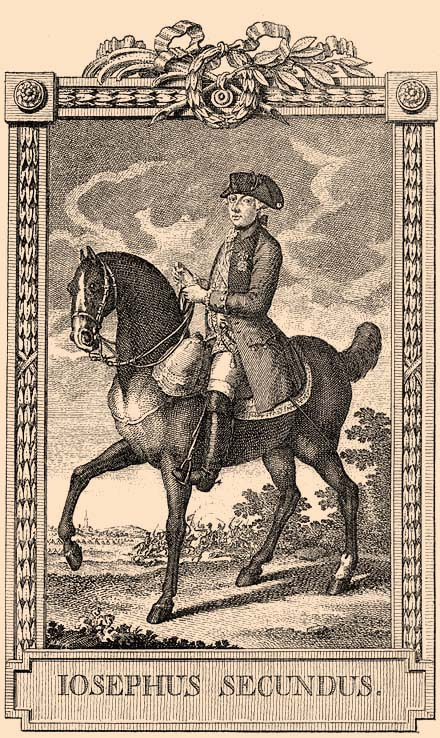
Joseph II.
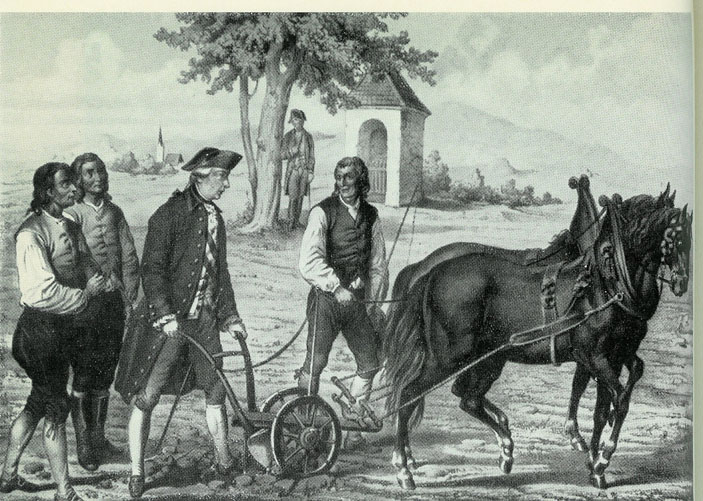
Joseph II. mit Pflugpferde